# Akusjärvi
Akusjärvi är en sjö i Haparanda kommun i Norrbotten och ingår i Keräsjokis huvudavrinningsområde. Sjön har en area på 0,603 kvadratkilometer och ligger 39 meter över havet.

## Delavrinningsområde
Akusjärvi ingår i det delavrinningsområde (733643-186487) som SMHI kallar för Ovan Väärtioja. Medelhöjden är 39 meter över havet och ytan är 53,11 kvadratkilometer. Räknas de 14 avrinningsområdena uppströms in blir den ackumulerade arean 367,06 kvadratkilometer. Avrinningsområdets utflöde Keräsjoki (Littiäsjoki) mynnar i havet. Avrinningsområdet består mestadels av skog (68 procent) och sankmarker (20 procent). Avrinningsområdet har 0,58 kvadratkilometer vattenytor vilket ger det en sjöprocent på 1,1 procent.